# Estação Sururu de Capote
A Estação Sururu de Capote é uma das estações da Linha Azul do Sistema de Trens Urbanos de Maceió, situada em Maceió, entre a Estação Bebedouro e a Estação Goiabeira.
Localiza-se na Estrada da Goiabeira. Atende o bairro do Fernão Velho.